# Menhir de Punchestown
Le menhir de Punchestown est un mégalithe datant de l'Âge du bronze situé près de Naas, dans la province du Leinster, en Irlande.
Il est considéré comme le plus haut menhir d'Irlande.

## Situation
Le menhir est situé à environ quatre kilomètres au sud-est de Naas, et à une trentaine de kilomètres au sud-ouest de Dublin ; il se dresse dans un pré bordant la route L2023 (Craddockstown Road).

## Description
La pierre, composée de granite, fut érigée entre -2450 et -1900 ; elle a une longueur totale de sept mètres et un poids d'environ neuf tonnes.

## Histoire
Au XIIe siècle, l'historien gallois Giraud de Barri fait mention du menhir dans son ouvrage Topographia Hibernica (en) :
« Fuit antiquis temporibus in Hibernid lapidum congeries admiranda, quae et Chorea Gigantum dicta fuit ; quia Gigantes eam ab ultimis Affricae finibus in Hiberniam attulerant, et in Kildarensi planitie, non procul a castro Nasensi, tam ingenii quam virium ope mirabiliter erexerant. »
— Giraud de Barri, Topographia Hibernica (c. 1188), II, chapitre XVIII.
Selon une légende rapportée par Giraud de Barri, la pierre fut ramenée d'Afrique par des géants ; une autre légende raconte qu'elle fut jetée par Fionn Mac Cumhaill depuis la colline de Allen lors d'un concours.
Le menhir fut redressé dans les années 1930.